# Claudio Corallo
Claudio Corallo, né à Florence en 1951, est un ingénieur agronome et entrepreneur italien installé à Sao Tomé-et-Principe depuis les années 1990, producteur de café et surtout de cacao et de chocolat de haute qualité – « l'un des meilleurs chocolats du monde », selon les connaisseurs – dont il maîtrise tout le processus de la production à la commercialisation.

## Parcours et philosophie
Né en 1951 à Florence, il fait des études d'ingénieur agronome et se spécialise en agronomie tropicale à l'Istituto agronomico per l'oltremare (en). En 1974, le gouvernement de Mobutu Sese Seko fait appel à lui comme chercheur. Avec sa famille, il part au Zaïre pour se lancer dans la caféiculture et crée deux plantations près de la rivière Lomela, un sous-affluent du fleuve Congo. Régulièrement il se rend aussi en Amérique latine pour y apporter son expertise. Puis il découvre pour la première fois Sao Tomé et Principe en décembre 1992 et il est séduit. Lorsque l'insécurité gagne le Zaïre, il y installe sa famille. En 1998, il doit lui-même fuir précipitamment le pays, devenu dans l'intervalle la République démocratique du Congo, et rejoint ses proches dans l'archipel.

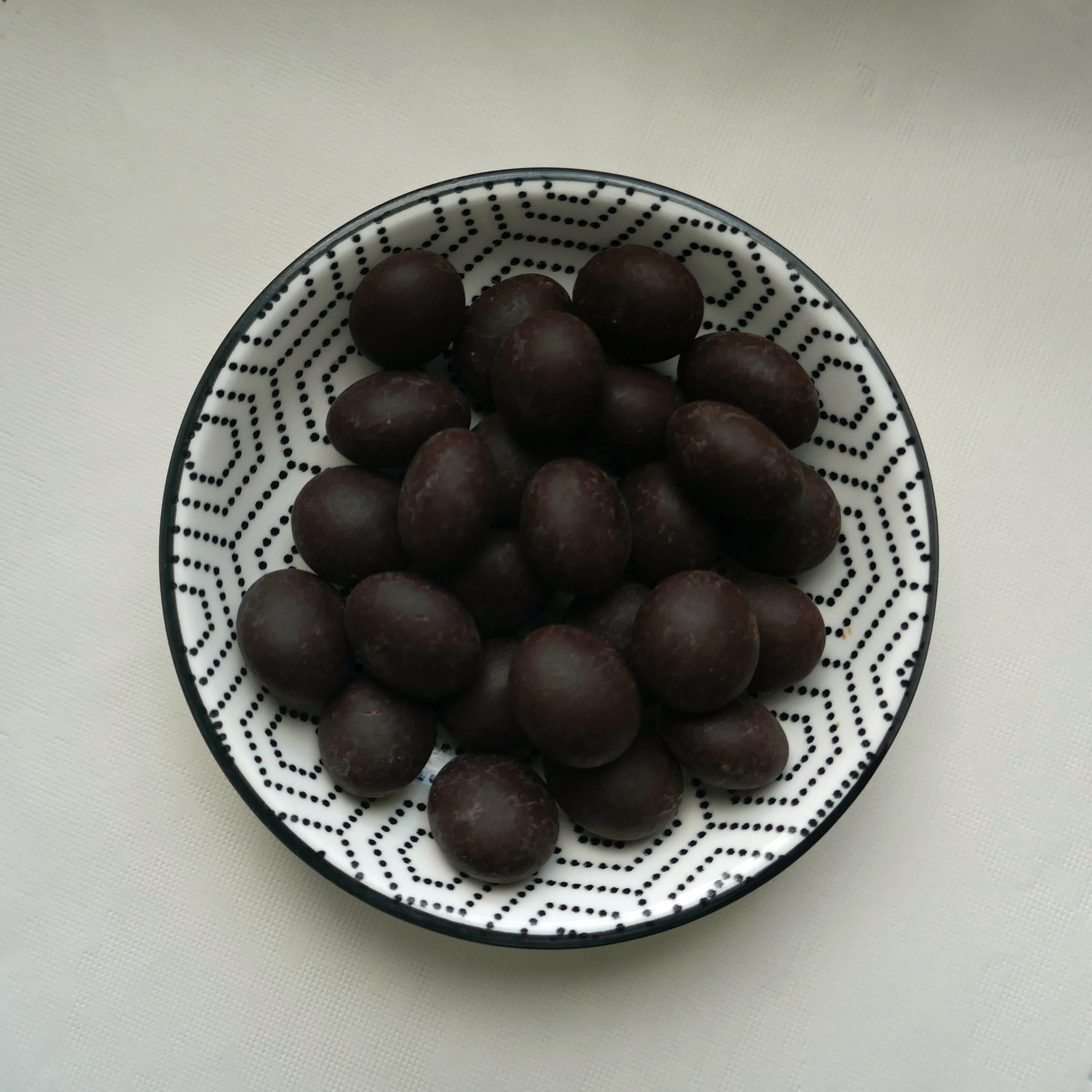
Grains de café torréfiés de Nova Moca enrobés de chocolat de Terreiro Velho.

Spécialiste du café avant tout, il reprend une partie des terres de l'ancienne roça Nova Moca, près de Monte Café, au nord de l'île de Sao Tomé. On y produisait déjà de l'arabica de haute qualité, mais Claudio Corallo rationalise les méthodes de culture et procède à une sélection rigoureuse des plants.
Il commence aussi à s'intéresser au cacao, moins par goût que par intérêt botanique et se tourne vers l'autre île, celle de Principe où dès 1822 José Ferreira Gomes avait rapporté un plant du Brésil, d'abord comme plante ornementale. La roça de Terreiro Velho avait été la première à sa lancer dans la culture du cacao. Il achète cette plantation de 120 hectares, alors à l'abandon, et la restaure. Après quelques expérimentations, il se lance dans la production d'un chocolat de très haute qualité.
Lui-même n'aimant pas le « goût amer, brûlé, qu'a le cacao pur », il crée un laboratoire pour rechercher les causes de cette amertume et l'éliminer : la fève devra donc être débarrassée (manuellement) de son tégument et de son germe. Son chocolat bio pur cacao en tablettes est salué comme le meilleur du monde par les connaisseurs.
En 2008, un rapport du PNUD sur le développement humain à São Tomé et Principe consacre une étude de cas à l'entreprise fondée par Claudio Corallo, considérée comme exemplaire par son succès international, également parce qu'elle commercialise l'un des rares – si ce n'est le seul – produit vraiment santoméen : le chocolat. Plusieurs facteurs semblent expliquer cette réussite : l'expérience, la créativité et la persévérance de l'entrepreneur, l'accent mis sur la formation et la discipline de travail, ainsi que la structure intégrée de l'entreprise (production, transformation, commercialisation).